# Trachylepis volamenaloha
Trachylepis volamenaloha är en ödleart som beskrevs av  Ronald Archie Nussbaum RAXWORTHY och RAMANAMANJATO 1999. Trachylepis volamenaloha ingår i släktet Trachylepis och familjen skinkar. IUCN kategoriserar arten globalt som nära hotad. Inga underarter finns listade i Catalogue of Life.